# Xã Prairie, Quận Randolph, Missouri
Xã Prairie (tiếng Anh: Prairie Township) là một xã thuộc quận Randolph, tiểu bang Missouri, Hoa Kỳ. Năm 2010, dân số của xã này là 4.259 người.